# Эриксон, Эрик (дирижёр)
Эрик Густаф Эриксон (швед. Eric Gustaf Ericson; 26 октября 1918 — 16 февраля 2013) — шведский хоровой дирижёр и музыкальный педагог.

## Биография
Окончил Королевскую высшую музыкальную школу в Стокгольме в 1943 году, продолжил получение образования в Schola Cantorum (Базель, Швейцария), а также в Германии, Великобритании, и США.
Известный своими новаторскими методами обучения, владеющий обширным и разнообразным репертуаром, Эриксон был главным дирижёром хора Orphei Drängar в Университете Уппсалы с 1951 до 1991 год и до 1982 года хормейстером хора Шведского радио, который был создан по его инициативе в 1951 году. В 1951 году начал свою педагогическую деятельность в стокгольмской Королевской высшей музыкальной школе, в 1968 году был назначен руководителем кафедры хорового дирижирования.
В 1995 году Эриксон получил Музыкальную премию Северного Совета, а в 1997 году разделил с Брюсом Спрингстином Polar Music Prize за «новаторские достижения как дирижёра, педагога, создателя и вдохновителя в шведской и международной хоровой музыке».
Основал Камерный хор Эрика Эриксона и работал со многими приглашёнными дирижёрами ансамблей и хоровых коллективов, в том числе: Drottningholm Baroque Ensemble (исполнения «Страстей» Баха), Netherlands Chamber Choir (исполнения произведений Пуленка), парижским Chœur de chambre Accentus (финские произведения). Дирижёрская работа Эриксона в фильме Бергмана «Волшебная флейта» (1975) была названа «впечатляющей», сохраняющей баланс «легкомыслия и торжественности», рецензент отмечал, что Эриксон был «интерпретатором Моцарта, с которым приходится считаться».
В 1988 году удостоен золотой медали за выдающиеся заслуги перед шведской культурой, наукой и обществом — Иллис Кворум.